# Ereklasse rugby
De Ereklasse rugby is het hoogste landelijke niveau in Nederland in deze tak van sport waarin een club kan uitkomen. In deze klasse wordt om het landskampioenschap gestreden. Sinds het seizoen 2013-2014 wordt ook bij de vrouwen om de landstitel gestreden. Vanaf seizoen 2022-2023 wordt de Ereklasse Heren met twaalf teams gespeeld en de Ereklasse Dames met zes.

## Landskampioenen
| Landskampioen | Landskampioen         | Landskampioen               |
| Seizoen       | Heren                 | Dames                       |
| ------------- | --------------------- | --------------------------- |
| 1935-1936     | ARVC                  | geen kampioenschappen       |
| 1936-1937     | ARVC                  | geen kampioenschappen       |
| 1937-1938     | DSR-C                 | geen kampioenschappen       |
| 1938-1939     | DSR-C                 | geen kampioenschappen       |
| 1939-1940     | Amsterdamse AC        | geen kampioenschappen       |
| 1941-1944     | geen kampioenschappen | geen kampioenschappen       |
| 1944-1945     | Amsterdamse AC        | geen kampioenschappen       |
| 1945-1946     | Amsterdamse AC        | geen kampioenschappen       |
| 1946-1947     | Rotterdamse RC        | geen kampioenschappen       |
| 1947-1948     | DSR-C                 | geen kampioenschappen       |
| 1948-1949     | Amsterdamse AC        | geen kampioenschappen       |
| 1949-1950     | DSR-C                 | geen kampioenschappen       |
| 1950-1951     | DSR-C                 | geen kampioenschappen       |
| 1951-1952     | RC 't Gooi            | geen kampioenschappen       |
| 1952-1953     | DSR-C                 | geen kampioenschappen       |
| 1953-1954     | Amsterdamse AC        | geen kampioenschappen       |
| 1954-1955     | Amsterdamse AC        | geen kampioenschappen       |
| 1955-1956     | Amsterdamse AC        | geen kampioenschappen       |
| 1956-1957     | RC Hilversum          | geen kampioenschappen       |
| 1957-1958     | RC Hilversum          | geen kampioenschappen       |
| 1958-1959     | RC Hilversum          | geen kampioenschappen       |
| 1959-1960     | RC Hilversum          | geen kampioenschappen       |
| 1960-1961     | Amsterdamse AC        | geen kampioenschappen       |
| 1961-1962     | RC Hilversum          | geen kampioenschappen       |
| 1962-1963     | Te Werve RFC          | geen kampioenschappen       |
| 1963-1964     | Amsterdamse AC        | geen kampioenschappen       |
| 1964-1965     | RC Hilversum          | geen kampioenschappen       |
| 1965-1966     | Haagsche RC           | geen kampioenschappen       |
| 1966-1967     | Haagsche RC           | geen kampioenschappen       |
| 1967-1968     | Haagsche RC           | geen kampioenschappen       |
| 1968-1969     | Amsterdamse AC        | geen kampioenschappen       |
| 1969-1970     | Haagsche RC           | geen kampioenschappen       |
| 1970-1971     | Haagsche RC           | geen kampioenschappen       |
| 1971-1972     | Haagsche RC           | geen kampioenschappen       |
| 1972-1973     | Haagsche RC           | geen kampioenschappen       |
| 1973-1974     | RC Hilversum          | geen kampioenschappen       |
| 1974-1975     | RC Hilversum          | geen kampioenschappen       |
| 1975-1976     | RC Hilversum          | geen kampioenschappen       |
| 1976-1977     | Amsterdamse AC        | geen kampioenschappen       |
| 1977-1978     | Haagsche RC           | geen kampioenschappen       |
| 1978-1979     | geen                  | geen kampioenschappen       |
| 1979-1980     | Haagsche RC           | geen kampioenschappen       |
| 1980-1981     | LRC DIOK              | geen kampioenschappen       |
| 1981-1982     | RC Hilversum          | geen kampioenschappen       |
| 1982-1983     | RC Hilversum          | geen kampioenschappen       |
| 1983-1984     | RC Hilversum          | RC Wageningen               |
| 1984-1985     | Haagsche RC           | RC Wageningen               |
| 1985-1986     | RC Hilversum          | RC Wageningen               |
| 1986-1987     | Castricumse RC        | EZRC Oemoemenoe             |
| 1987-1988     | Castricumse RC        | Utrechtse RC                |
| 1988-1989     | LRC DIOK              | Utrechtse RC                |
| 1989-1990     | LRC DIOK              | SRC Thor                    |
| 1990-1991     | LRC DIOK              | SRC Thor                    |
| 1991-1992     | LRC DIOK              | ESRC The Elephants          |
| 1992-1993     | LRC DIOK              | SRC Thor                    |
| 1993-1994     | LRC DIOK              | SRC Thor                    |
| 1994-1995     | LRC DIOK              | SRC Thor                    |
| 1995-1996     | LRC DIOK              | SRC Thor                    |
| 1996-1997     | LRC DIOK              | SRC Thor                    |
| 1997-1998     | LRC DIOK              | SRC Thor                    |
| 1998-1999     | Haagsche RC           | SRC Thor                    |
| 1999-2000     | Castricumse RC        | SRC Thor                    |
| 2000-2001     | Haagsche RC           | LRC DIOK                    |
| 2001-2002     | Haagsche RC           | RUS Utrecht                 |
| 2002-2003     | Castricumse RC        | NRC The Wasps               |
| 2003-2004     | Castricumse RC        | SRC Thor                    |
| 2004-2005     | Castricumse RC        | Utrechtse RC                |
| 2005-2006     | Castricumse RC        | NRC The Wasps               |
| 2006-2007     | Castricumse RC        | SRC Thor                    |
| 2007-2008     | RC The Dukes          | Amsterdamse AC              |
| 2008-2009     | RC 't Gooi            | Amsterdamse AC              |
| 2009-2010     | RC Hilversum          | Amsterdamse AC              |
| 2010-2011     | RC Hilversum          | Amsterdamse AC              |
| 2011-2012     | RC Hilversum          | RUS Utrecht                 |
| 2012-2013     | RC 't Gooi            | RUS Utrecht                 |
| 2013-2014     | Haagsche RC           | RUS Utrecht                 |
| 2014-2015     | RC Hilversum          | RUS Utrecht                 |
| 2015-2016     | RC Hilversum          | RUS Utrecht                 |
| 2016-2017     | RC Hilversum          | Amsterdamse AC              |
| 2017-2018     | RC 't Gooi            | RC The Bassets              |
| 2018-2019     | LRC DIOK              | Amsterdamse AC              |
| 2019-2020     | geen kampioen         | geen kampioen               |
| 2020-2021     | geen kampioen         | geen kampioen               |
| 2021-2022     | LRC DIOK              | RC Waterland/RC Hilversum   |
| 2022-2023     | RC Eemland            | Amsterdamse AC              |
| 2023-2024     | RC 't Gooi            | RC Waterland/RC The Bassets |
| 2024-2025     | Haagsche RC           | Amsterdamse AC              |

| Rang  | Club                        | Aantal |
| Heren | Heren                       | Heren  |
| ----- | --------------------------- | ------ |
| 1     | RC Hilversum                | 19     |
| 2     | Haagsche RC                 | 15     |
| 3     | LRC DIOK                    | 13     |
| 4     | Amsterdamse AC              | 11     |
| 5     | Castricumse RC              | 8      |
| 6     | DSR-C                       | 6      |
| 7     | RC 't Gooi                  | 5      |
| 8     | ARVC                        | 2      |
| 9     | Rotterdamse RC              | 1      |
| 9     | Te Werve RFC                | 1      |
| 9     | RC The Dukes                | 1      |
| 9     | RC Eemland                  | 1      |
| Dames |                             |        |
| 1     | SRC Thor                    | 12     |
| 2     | Amsterdamse AC              | 8      |
| 3     | RUS Utrecht                 | 6      |
| 4     | RC Wageningen               | 3      |
| 4     | Utrechtse RC                | 3      |
| 6     | NRC The Wasps               | 2      |
| 7     | EZRC Oemoemenoe             | 1      |
| 7     | ESRC The Elephants          | 1      |
| 7     | LRC DIOK                    | 1      |
| 7     | RC The Bassets              | 1      |
| 7     | RC Waterland/RC Hilversum   | 1      |
| 7     | RC Waterland/RC The Bassets | 1      |

## Seizoensoverzichten mannen

### Seizoen 2024-2025
Eindstand competitiefase
1. Rotterdamse RC (Rotterdam)
2. Haagsche RC (Den Haag)
3. RC The Dukes ('s-Hertogenbosch)
4. RC Eemland (Amersfoort)
5. RC 't Gooi (Naarden)
6. RFC Haarlem (Haarlem)
7. RC Hoek van Holland (Hoek van Holland)
8. RC DIOK (Leiden)
9. Cas RC (Castricum)
10. RFC Oisterwijk Oysters (Oisterwijk)
11. Bredase RC (Breda)
12. Amsterdamse AC (Amsterdam)
Halve finale 1: Rotterdamse RC - RC Eemland 37 - 34
Halve finale 2:  Haagsche RC - RC The Dukes 22 - 16
Finale: Rotterdamse RC - Haagsche RC 34 - 37

Promotie/degradatie 1: Bredase RC - Utrechtse RC 29 - 23
Promotie/degradatie 2: Amsterdamse AC - USRS 36 - 32

### Seizoen 2023-2024
Eindstand Kampioensgroep
1. RC Eemland (Amersfoort)
2. Haagsche RC (Den Haag)
3. Rotterdamse RC (Rotterdam)
4. RC 't Gooi (Naarden)
5. RC Hoek van Holland (Hoek van Holland)
6. Castricumse RC (Castricum) 
Halve finale 1: RC Eemland - RC 't Gooi 5 - 18
Halve finale 2:  Haagsche RC - Rotterdamse RC 30 - 26
Finale: Haagsche RC - RC 't Gooi 12 - 22
Eindstand Degradatiegroep
1. RC The Dukes ('s-Hertogenbosch)
2. RC DIOK (Leiden)
3. RFC Haarlem (Haarlem)
4. RFC Oisterwijk Oysters (Oisterwijk)
5. Bredase RC (Breda)
6. Rotterdamse Studenten RC (Rotterdam)
Finale Degradatiegroep: RC The Dukes - RC DIOK 26 - 32
Promotie: Amsterdamse AC - USRS 44 - 42
Rotterdamse Studenten RC degradeert direct. Door de invoering van de future klasse speelt het hoogstgeplaatse studententeam uit de future klasse een promotiewedstrijd met de winnaar van de eerste klasse. Amsterdamse AC promoveert naar de Ereklasse.

### Seizoen 2022-2023
Eindstand Kampioensgroep
1. RC Eemland (Amersfoort)
2. Haagsche RC (Den Haag)
3. RC 't Gooi (Naarden)
4. RFC Haarlem (Haarlem)
5. Castricumse RC (Castricum)
6. RC The Dukes ('s-Hertogenbosch)
Halve finale 1: RC Eemland - RFC Haarlem 31 - 25
Halve finale 2:  Haagsche RC - RC 't Gooi 31 - 24
Finale: RC Eemland - Haagsche RC 31 - 15
Eindstand Degradatiegroep
1. Rotterdamse RC (Rotterdam)
2. LRC DIOK (Leiden)
3. RC Hoek van Holland (Hoek van Holland)
4. RFC Oisterwijk Oyster (Oisterwijk)
5. RC Hilversum (Hilversum)
Finale Degradatiegroep: Rotterdamse RC - LRC DIOK 35 - 41
Promotie/degradatie: RC Hilversum - USRS 35 - 0
Op verzoek van RC Hilversum degraderen zij in seizoen 2023/2024 naar de 2e klasse.
ASRV Ascrum trok zich tijdens het seizoen terug uit de competitie en degradeerde daarmee automatisch, hierdoor hoefde er geen club rechtstreeks te degraderen.
Vanwege aanvulling tot 12 teams promoveren de Rotterdamse Studenten RC en BRC (Breda) naar de Ereklasse.

### Seizoen 2021-2022
Eindstand Kampioensgroep
1. LRC DIOK (Leiden)
2. RFC Haarlem (Haarlem)
3. RC 't Gooi (Naarden)
4. RC The Dukes ('s-Hertogenbosch)
5. Castricumse RC (Castricum)
6. RC Eemland (Amersfoort)
7. Haagsche RC (Den Haag)
8. RC Hilversum (Hilversum)
Finale: LRC DIOK - RFC Haarlem 35 - 33
Eindstand Degradatiegroep
1. RFC Oisterwijk Oyster (Oisterwijk)
2. RC The Hookers (Hoek van Holland)
3. A.S.R.V. Ascrum (Amsterdam)
4. RC The Bassets (Sassenheim)
5. URC (Utrecht)
6. Amstelveense RC (Amstelveen)
7. RC Groningen (Groningen)
8. EZRC Oemoemenoe (Middelburg)
Vanwege verkleining van de competitie degraderen URC, Amstelveense RC, RC Groningen en EZRC Oemoemenoe.
Promotie/degradatie: RC The Bassets - Rotterdamse RC 24-19.
Op verzoek van RC The Bassets degraderen zij in seizoen 2022/2023 naar de 1e klasse en promoveert de Rotterdamse RC naar de Ereklasse.

### Seizoen 2019-2020
De competitie werd met nog 2 wedstrijden te spelen afgebroken i.v.m. de uitbraak van het coronavirus. De bond besloot om geen kampioen uit te roepen.
Eindstand afgebroken Kampioensgroep
1. LRC DIOK (Leiden)
2. RC Hilversum (Hilversum)
3. Castricumse RC (Castricum)
4. RC ‘t Gooi (Naarden)
5. RC The Bassets (Sassenheim)
6. A.S.R.V. Ascrum (Amsterdam)
7. Utrechtse RC (Utrecht)
8. Haagsche RC (Den Haag)
Eindstand afgebroken Degradatiegroep
9. RC Eemland (Amersfoort)
10. Amstelveense RC 1890 (Amstelveen)
11. RC The Dukes (‘s-Hertogenbosch)
12. RC The Hookers (Hoek van Holland)
13. Oemoemenoe (Middelburg)
14. DSR-C (Delft)
15. Oisterwijk Oysters (Oisterwijk)
Teruggetrokken uit competitie: RC Waterland (Purmerend) speelt volgend seizoen in de eerste klasse.

### Seizoen 2018-2019
Eindstand Kampioensgroep
1. RC ‘t Gooi (Naarden)
2. LRC DIOK (Leiden)
3. RC Hilversum (Hilversum)
4. Haagsche RC (Den Haag)
5. Castricumse RC (Castricum)
6. RC The Dukes (‘s-Hertogenbosch)
Finale: RC ‘t Gooi - LRC DIOK 12-20
Eindstand Degradatiegroep
7. A.S.R.V. Ascrum (Amsterdam)
8. Oemoemenoe (Middelburg)
9. RC Waterland (Purmerend)
10. DSR-C (Delft)
11. Amstelveense RC 1890 (Amstelveen)
12. RC The Bassets (Sassenheim)
RC The Bassets blijft in de Ereklasse, omdat deze wordt uitgebreid met meer teams

### Seizoen 2017-2018
Eindstand Kampioensgroep
1. RC Hilversum (Hilversum)
2. RC ‘t Gooi (Naarden)
3. LRC DIOK (Leiden)
4. Oemoemenoe (Middelburg)
5. RC Waterland (Purmerend)
6. RC The Bassets (Sassenheim)
Finale: Hilversum - ‘t Gooi 19-30
Eindstand Degradatiegroep
7. Castricumse RC (Castricum)
8. A.S.R.V. Ascrum (Amsterdam)
9. RC The Dukes (‘s-Hertogenbosch)
10. Haagsche RC (Den Haag)
11. DSR-C (Delft)
12. RC The Hookers (Hoek van Holland)
RC The Hookers degradeert naar 1e klasse

### Seizoen 2016-2017
Eindstand Kampioensgroep
1. RC Hilversum (Hilversum)
2. Rugby Club 't Gooi (Naarden)
3. Castricumse RC (Castricum)
4. Haagsche RC (Den Haag)
5. RC The Bassets (Sassenheim)
6. EZRC Oemoemenoe (Middelburg)
Finale: RC Hilversum - RC 't Gooi 34-15
Eindstand Degradatiegroep
7. LRC DIOK (Leiden)
8. RC The Dukes ('s-Hertogenbosch)
9. ASRV Ascrum (Amsterdam)
10. RC Waterland (Purmerend)
11. Rugbyclub The Hookers (Hoek van Holland)
12. Amstelveense RC 1890 (Amstelveen)
Amstelveense RC 1890 degradeert naar 1e klasse

### Seizoen 2015-2016
1. RC Hilversum (Hilversum)
2. RC The Dukes ('s-Hertogenbosch)
3. Rugby Club 't Gooi (Naarden)
4. LRC DIOK (Leiden)
5. Castricumse RC (Castricum)
6. Haagsche RC (Den Haag)
7. EZRC Oemoemenoe (Middelburg)
8. Amstelveense RC 1890 (Amstelveen)
9. RC Waterland (Purmerend)
10. RC The Hookers (Hoek van Holland)
11. RC The Bassets (Sassenheim)
12. RC Eemland (Amersfoort)

### Seizoen 2014-2015
1. RC Hilversum (Hilversum)
2. RC The Dukes ('s-Hertogenbosch)
3. Haagsche RC (Den Haag)
4. Castricumse RC (Castricum)
5. Rugby Club 't Gooi (Naarden)
6. RC Eemland (Amersfoort)
7. LRC DIOK (Leiden)
8. RC Waterland (Purmerend)
9. Amstelveense RC 1890 (Amstelveen)
10. EZRC Oemoemenoe (Middelburg)
11. RC The Hookers (Hoek van Holland)
12. ASRV Ascrum (Amsterdam)

### Seizoen 2013-2014
1. Haagsche RC (Den Haag)
2. RC Hilversum (Hilversum)
3. RC The Dukes ('s-Hertogenbosch)
4. LRC DIOK (Leiden)
5. Castricumse RC (Castricum)
6. Rugby Club 't Gooi (Naarden)
7. RC Eemland (Amersfoort)
8. Amstelveense RC 1890 (Amstelveen)
9. EZRC Oemoemenoe (Middelburg)
10. RC The Hookers (Hoek van Holland)
11. RC Waterland (Purmerend)
12. Utrechtse RC (Utrecht)

### Seizoen 2012-2013
1. Rugby Club 't Gooi (Naarden)
2. RC Hilversum (Hilversum)
3. LRC DIOK (Leiden)
4. RC The Dukes ('s-Hertogenbosch)
5. Castricumse RC (Castricum)
6. Haagsche RC (Den Haag)
7. Utrechtse RC (Utrecht)
8. RC The Hookers (Hoek van Holland)
9. RC Eemland (Amersfoort)
10. RC Waterland (Purmerend)
11. Amstelveense RC 1890 (Amstelveen)
12. RC the Pink Panthers (Driebergen-Rijsenburg)

### Seizoen 2011-2012
1. RC Hilversum (Hilversum)
2. Rugby Club 't Gooi (Naarden)
3. LRC DIOK (Leiden)
4. RC The Dukes ('s-Hertogenbosch)
5. Castricumse RC (Castricum)
6. Haagsche RC (Den Haag)
7. Utrechtse RC (Utrecht)
8. RC The Hookers (Hoek van Holland)
9. RC Eemland (Amersfoort)

RC Etten-Leur (Etten-Leur) (uit de competitie gestapt)

### Seizoen 2010-2011
1. RC The Dukes ('s-Hertogenbosch)
2. Rugbyclub Hilversum (Hilversum)
3. Rugby Club 't Gooi (Naarden)
4. LRC DIOK (Leiden)
5. RC Eemland (Amersfoort)
6. Haagsche RC (Den Haag)
7. Castricumse RC (Castricum)
8. Rugbyclub Etten-Leur (Etten-Leur)
9. Utrechtse RC (Utrecht)
10. Amsterdamse Atletiek Club (Amsterdam)

### Seizoen 2009-2010
1. Rugby Club Hilversum (Hilversum)
2. RC The Dukes ('s-Hertogenbosch)
3. Haagsche RC (Den Haag)
4. Castricumse RC (Castricum)
5. Rugby Club 't Gooi (Naarden)
6. LRC DIOK (Leiden)
7. Rugbyclub Etten-Leur (Etten-Leur)
8. Amsterdamse Atletiek Club (Amsterdam)
9. Rugbyclub Sparta (Capelle a/d IJssel)
10. Delftsche Studenten Rugby-Club (Delft)